# Upplands runinskrifter 976
Upplands runinskrifter 976  är runristning på jordfast block i Råby, Vaksala socken, Vaksala härad. Stenen är över 2 m bred, 3,3 m långt och är i nvå med markytan. Runorna är ristade på den mot söder sluttande sidan. Runornas höjd 6-8 cm. Ristningen bär spår av uppmålning. 

## Inskriften
Runsvenska: astiarfr lit ' risa stain ' iftiʀ ' asfast ' broþur sin 
Normaliserad: AsdiarfR let ræisa stæin æftiR Asfast, broður sinn.  
Nusvenska: »Åsdjärv lät resa stenen efter Åsfast, sin broder.»

## Tolkningar
Det är märkligt att båda namnen AsdiarfR och Asfastr är bildade på ett liknande sätt: förleden är As-, sedan ett adjektiv. På en närbelägen runstenar förekommer likaså ett par likformade namn VidiarfR (U 978) och Vifastr (U 980) . 